# Лапска Страњ
Лапска Страњ (чеш. Labská Stráň) је насељено мјесто са административним статусом сеоске општине (чеш. obec) у округу Дјечин, у Устечком крају, Чешка Република.

## Становништво
Према подацима о броју становника из 2014. године насеље је имало 220 становника.